# Stazione di Tsuchiyama
La stazione di Tsuchiyama (土山駅?, Tsuchiyama-eki) è una stazione ferroviaria della cittadina di Harima, nella prefettura di Hyōgo. Si trova sulla linea JR Kōbe, sezione della linea principale Sanyō, ed è servita dai treni locali e rapidi.

## Linee

### Treni
- JR West
  - ■ Linea JR Kōbe (Linea principale Sanyō)

## Caratteristiche
La stazione ha un marciapiede laterale e una banchina a isola, con tre binari in superficie.
| 1 | ■ Linea JR Kōbe |  | per Sannomiya, Amagasaki, Ōsaka e Kyoto                                                   |
| 2 | ■ Linea JR Kōbe |  | per Sannomiya, Amagasaki, Osaka e Kyoto (solo alcuni) per Kakogawa e Himeji (solo alcuni) |
| 3 | ■ Linea JR Kōbe |  | per Kakogawa e Himeji                                                                     |

## Stazioni adiacenti
| «                                   | Servizio      | »                |
| Linea JR Kōbe                       | Linea JR Kōbe | Linea JR Kōbe    |
| ----------------------------------- | ------------- | ---------------- |
| Uozumi                              | Locale Rapido | Higashi-Kakogawa |
| I treni Rapidi speciali non fermano |               |                  |